# 室井滋
室井 滋（むろい しげる、1958年10月22日 - ）は、日本の女優、著作家。富山県滑川市出身。ホットロード所属。

## 来歴
富山県立魚津高等学校卒業。早稲田大学社会科学部（政治学：萩野浩基ゼミ）中退。早稲田大学在学中にシネマ研究会に所属。長崎俊一、大森一樹、山川直人、山本政志、石井聰亙、阪本順治、松岡錠司、緒方明などとともに自主映画のフィールドで活躍。「自主映画の女王」と呼ばれる。一級小型船舶免許の資格を持つ。
大学在学中の1981年、村上春樹原作の映画『風の歌を聴け』で劇場映画デビュー。また同じく村上の作品が原作の『パン屋襲撃』と『100％の女の子』（『4月のある晴れた朝に100パーセントの女の子に出会うことについて』）にも出演している。1982年には、長崎俊一監督の自主制作8mm映画『闇打つ心臓』で内藤剛志と共演。大学は7年目で中退する。
1987年、映画『トットチャンネル』の使用曲「東京ブギウギ」で歌手デビュー。
1988年、「恩田三姉妹」として小林聡美、もたいまさこと共演した『やっぱり猫が好き』がヒットし、一躍人気者となる。
1992年、日本酒造組合中央会より酒豪ぶりが認められ日本酒大賞奨励賞を受賞。
1995年、渡邊孝好監督『居酒屋ゆうれい』（1994年）で日本アカデミー賞最優秀助演女優賞・ブルーリボン賞助演女優賞・報知映画賞助演女優賞・キネマ旬報助演女優賞・毎日映画コンクール女優助演賞など数々の映画賞を受賞。
1996年に日本テレビのバラエティ番組『ウッチャンウリウリ!ナンチャンナリナリ!!→ウッチャンナンチャンのウリナリ!!』の企画でMcKeeのメンバーの一人として「Can't Stop My Heart!」でユニットデビュー。ユニット自体は自然消滅し短期間でレギュラーを降板したが、その後2000年、同局のバラエティ番組『進ぬ!電波少年』の司会だった松本明子の妊娠休業中のピンチヒッターとして急遽抜擢された。
1997年、『心療内科医・涼子』で連続テレビドラマ初主演。
1999年、映画『のど自慢』で日本アカデミー賞優秀主演女優賞受賞。同作での役名「赤城麗子」でCDシングル「おしどり涙」も発売した。
2012年、社団法人日本喜劇人協会主催の喜劇人大賞特別賞を受賞。
2012年12月28日、NHK BSプレミアムにて、邦画を彩った女優たち「室井滋 しげちゃんと私の居場所」が放送。出演：室井滋　VTR出演：山川直人、大森一樹、井筒和幸、栗本慎介、長谷川和彦　紹介映画：『ブリンギング・イット・オール・バック・ホーム』『シャッフル』『風の歌を聴け』『100%の女の子』『居酒屋ゆうれい』『のど自慢』『OUT』『ヴィヨンの妻 〜桜桃とタンポポ〜』『人の砂漠（おばあさんが死んだ）』ほか
著述も行っており、1991年のデビュー作『むかつくぜ!』の他に、『東京バカッ花』『チビのお見合い』などの著書がある。
声優・ナレーターとしても活動（ほかにも2009年5月1日より黒部峡谷鉄道一般列車の車内放送・沿線車窓案内のナレーションを担当しており、2012年5月1日の営業運転からは3年ぶりに放送内容をリニューアルしている）。
2015年、第36回松尾芸能賞・優秀賞を受賞。
2015年12月23日、同じく富山県出身のシンガーW.C.カラスとアルバム『信じるものなどありゃしない』を発表。
2023年4月1日付で高志の国文学館（富山県富山市）の館長に就任した。

## 人物
- 「滋（しげる）」という名前は男性名のような名前であるが、本名である。
- 英語教師だった父は小説家になるため職を辞したが、その後酒に溺れるようになり、母と離婚。室井は父親に引き取られる[9]。
- 小学校1年の時に祖父が99歳で亡くなったことを明かしている[10]。このため、祖父とは凡そ92歳差と非常に歳が離れていることになるが、室井は1958年（昭和33年）生まれであるため、逆算すると祖父は1866年（慶應元年ないし慶應2年）ごろの江戸時代生まれということになる。 昭和30年代前半ごろに生まれた人物の祖父母が江戸時代生まれなのはかなり珍しい。
- 映画監督・長谷川和彦とは室井が20代の頃からともに暮らし、事実婚状態である[9]。
- 財布は持ち歩かず、札束を含むお金はジップロックに入れて持ち歩く[11][12]。
- パソコンは使わず、ジャポニカ学習帳で原稿を書き上げる[12]。
- フィギュアスケーターの高橋大輔のファンであり、2024年に『ぽかぽか』に出演した際には、同日に高橋が出演していたことから興奮した様子で握手を交わしている[13]。

## 出演

### テレビドラマ
- ケンちゃんチャコちゃん（1980年 - 1981年、TBS）
- 特捜最前線 第221話「殺人鬼を見た車椅子の婦警！」（1981年、テレビ朝日）
- 同心暁蘭之介 第38話「葵小僧始末」（1982年、フジテレビ）
- 事件記者チャボ! 第8話「チャボがトナカイでやって来た」（1983年、日本テレビ） - 久美子 役
- 無邪気な関係（1984年、TBS） - 藤田昌江 役
- うちの子にかぎって… 第1話（1984年8月17日、TBS） - 小坂先生の恋人 役
- 火曜サスペンス劇場（日本テレビ）
  - 偽りの心中（1985年5月14日） - 淳子の同級生 役
  - 松本清張スペシャル・鬼畜（2002年10月15日） - 小出昌代 役
- うちの子にかぎって…2 第8話（1985年6月14日、TBS） - 咲枝 役
- 華やかな誤算（1985年 - 1986年、TBS）
- な・ま・い・き盛り（1986年、フジテレビ） - 吉本 役
- パパはニュースキャスター（1987年、TBS） - 今西 役
- 親子ジグザグ（1987年、TBS） - マヤ 役
- ママはアイドル!（1987年4月 - 6月、TBS） - ミカ 役
- キスより簡単（1987年5月 - 7月、フジテレビ） - 進藤桜子 役
- おヒマなら来てよネ!（1987年10月 - 12月、フジテレビ） - 鶴八 役
- 3年B組金八先生（TBS）
  - スペシャル6（1987年12月25日） - 広瀬 役
  - 第3シリーズ（1988年10月 - 12月） - 田原麻知 役
- 家と女房と男の名誉（1988年4月 - 6月、フジテレビ） - 砂田久美 役
- 月曜サスペンスシリーズ（関西テレビ/フジテレビ）
  - 乱歩賞作家サスペンス「罠の中の七面鳥」（1988年6月6日）
  - 現代神秘サスペンス「間違った死に場所」（1989年9月18日）
  - 現代推理サスペンス「熱い風 女探偵加奈子の遺産」（1990年10月1日）
  - 旅情サスペンス「小樽、霧の心」（1991年4月29日）
  - 不思議サスペンス「隣の殺人」（1991年8月5日） - 主演
  - 六つの離婚サスペンス「十年目の本気」（1992年3月23日） - 主演
  - 七つの離婚サスペンス「すかんたこ」（1993年2月15日） - 喜楽亭笑子 役
  - 愛と疑惑のサスペンス「いのちの誘拐」（1994年1月24日） - 早川茂美 役
- やっぱり猫が好き（1988年 - 1991年、フジテレビ） - 恩田レイ子 役
- 晴海コンパニオン物語（1988年10月15日、フジテレビ） - 野々村文香 役
- 愛し方がわからない（1989年、TBS） - 栗林鈴子 役
- 連続テレビ小説（NHK総合）
  - 青春家族（1989年） - 富永房子 役
  - ええにょぼ（1993年） - ナレーション
  - 走らんか!（1995年 - 1996年） - 岡村美幸 役
  - 純情きらり（2006年4月 - 9月） - 有森磯 役
  - ウェルかめ（2009年9月 - 2010年3月） - 吉野鷺知 役
  - 花子とアン（2014年3月 - 9月） - 安東ふじ 役
- マドンナは春風にのって（1990年1月3日、NHK総合）
- はいすくーる落書2（1990年7月 - 9月、TBS） - チヨ 役
- 恋しとよ君恋しとよ（1991年1月3日、NHK総合）
- ママってきれい!?（1991年1月 - 3月、TBS） - 結城萌子 役
- ボクのお見合い日記 (1991年9月、TBS、東芝日曜劇場)
- 土曜ドラマ（NHK総合）
  - オバサンなんて呼ばないで!（1992年） - 矢沢智子 役
  - されど、わが愛（1995年）
  - ひきこもり先生（2021年） - 西村順子 役
- うたう!大龍宮城（1992年、フジテレビ） - 第25話 カサゴ（カサゴ静子） / 怪人・麺類の母 役
- 金曜ドラマシアター 実録犯罪史シリーズ「最期のドライブ 富山長野女子高生・OL連続誘拐殺人事件」（1992年6月26日、フジテレビ）[1] - 山崎理恵子 役[14]
- いとこ同志（1992年10月 - 12月、日本テレビ） - 佐伯美和 役
- はだかの刑事（1993年、日本テレビ） - 木下晶 役
- ザ・ワイドショー（1994年1月 - 3月、日本テレビ） - 倉橋薫 役
- グッドモーニング（1994年7月 - 9月、フジテレビ） - 浜田玲子 役
- さんかくはぁと（1995年1月 - 3月、テレビ朝日） - 綾糀松子（あやのこうじまつこ）役
- 月曜ドラマスペシャル 「松本清張特別企画・夜光の階段」（1995年9月25日、TBS） - 福地フジ子 役
- 正義は勝つ（1995年10月 - 12月、フジテレビ） - 戸川光江 役
- ナニワ金融道1・6（1996年、2005年、フジテレビ） - 古井富士子 役
- 小児病棟・命の季節（1996年7月 - 9月、テレビ朝日） - 松永妙 役
- ギフト（1997年4月 - 6月、フジテレビ） - 腰越奈緒美 役
- 心療内科医・涼子（1997年10月 - 12月、読売テレビ/日本テレビ） - 主演・望月涼子 役
- 凍りつく夏（1998年7月 - 9月、読売テレビ/日本テレビ） - 主演・及川夏希 役
- こいまち 第6話（1999年、フジテレビ） - 泉川操 役
- アフリカの夜（1999年4月 - 6月、フジテレビ） - 丸山みずほ 役
- ヤマダ一家の辛抱（1999年10月 - 12月、TBS） - 山田幸子 役
- アナザヘブン〜eclipse〜（2000年4月 - 6月、テレビ朝日） - 綿引亜希美 役
- ドラマ家族模様「マッチポイント!」（2000年10月 - 12月、NHK総合） - 大場道子 役
- 菊次郎とさき（2001年、2003年、2005年、2007年、テレビ朝日） - 北野さき 役
- 金田一少年の事件簿（2001年3月25日、日本テレビ） - 金田一一の母 役
- Pure Soul〜君が僕を忘れても〜（2001年4月 - 6月、日本テレビ） - 桐野町子 役
- テレビ東京21世紀特別企画「天国までの百マイル」（2001年4月26日、テレビ東京） - 水島マリ 役
- レッツ・ゴー!永田町（2001年10月 - 12月、日本テレビ） - 田坂真以子 役
- 女と愛とミステリー（テレビ東京）
  - 豪華客船クルーズ殺人案内（2001年11月7日） - 主演・吉田真夏 役
  - 温泉仲居探偵の事件簿 全2作 （2002年10月23日・2003年10月15日） - 主演・成瀬鉄子 役
- 探偵家族（2002年7月 - 9月、日本テレビ） - 西寺紀子 役
- 東京物語（2002年） - 金子しげ子 役[15]
- 月曜ミステリー劇場「探偵・喜多嶋翔子の調査報告書」（2002年7月29日、TBS） - 主演・喜多嶋翔子 役
- 恋は戦い!（2003年1月 - 3月、テレビ朝日） - 宇佐美希里子 役
- ビギナー（2003年10月 - 12月、フジテレビ） - 伊勢今日子 役
- 相棒 season2（2003年10月 - 2004年3月、テレビ朝日） - 三峰涼子 役
- 竜馬がゆく（2004年1月2日、テレビ東京） - 坂本乙女 役
- 奥さまは魔女（2004年1月 - 3月、TBS） - 鈴木恵美子 役
- 怪奇大家族（2004年10月 - 12月、テレビ東京） - 忌野幽子 役
- 松本清張 黒革の手帖（2004年10月 - 12月、テレビ朝日） - 中岡市子 役
- にんげんだもの〜相田みつを物語〜（2004年12月11日、テレビ朝日） - 相田エイ 役
- 溺れる人（2005年3月1日、日本テレビ） - 吉村加寿子 役
- 愛と死をみつめて（2006年3月18日・19日、テレビ朝日） - 河野里子 役
- ブスの瞳に恋してる（2006年4月 - 6月、関西テレビ/フジテレビ） - 里中花子 役
- 松本清張スペシャル 共犯者（2006年5月9日、日本テレビ） - 若杉千香子 役
- 14才の母（2006年10月 - 12月、日本テレビ） - 桐野静香 役
- 帰ってきた時効警察 （2007年6月8日、テレビ朝日） - 熱賀しおり 役
- 新マチベン 〜オトナの出番〜（2007年6月 - 8月、NHK総合） - 新城里美 役
- 4姉妹探偵団（2008年1月 - 3月、テレビ朝日） - 宮本加津代 役
- あしたの、喜多善男〜世界一不運な男の、奇跡の11日間〜（2008年1月 - 3月、関西テレビ/フジテレビ） - 宇佐美広美 役 ※特別出演
- モンスターペアレント 第7話（2008年、関西テレビ） - 藤巻類子 役
- 疑惑（2009年1月24日、テレビ朝日開局50周年記念ドラマ、松本清張生誕100年特別企画） - 秋谷容子 役
- 水曜ミステリー9（テレビ東京）
  - 夏樹静子サスペンス 湖に佇つ人 鬼の棲む老舗旅館（2009年1月28日） - 主演・上滝ゆき子（弁護士） 役[16]
  - 捜査検事・近松茂道11 越中富山・こきりこ哀歌（2012年2月15日） - 寺山和代 役
  - 嫌われ監察官 音無一六スペシャル 第4作（2017年1月18日） - 松下亜紀子 役
- 松本清張生誕100年スペシャル・夜光の階段（2009年4月 - 6月、テレビ朝日） - 波多野雅子 役
- マイガール（2009年10月 - 12月、テレビ朝日） - 笠間光代 役
- サムライ・ハイスクール（2009年10月 - 12月、日本テレビ） - 亀井恭子 役
- 逃亡弁護士 第7話（2010年8月17日、関西テレビ/フジテレビ） - 丸川文江 役
- ナサケの女〜国税局査察官〜 第6話（2010年11月25日、テレビ朝日） - 三崎愛 役
- バーテンダー 第5話（2011年3月4日、テレビ朝日） - 諏訪早苗 役
- 熱中時代（2011年4月9日、日本テレビ） - 南雲凛子 役
- JIN-仁- 完結編 第9話・10話（2011年6月12日・6月19日、TBS） - お登勢 役
- ランナウェイ〜愛する君のために（2011年10月 - 12月、TBS） - 滝本昌江 役
- 恋愛ニート〜忘れた恋のはじめ方（2012年1月 - 3月、TBS） - 雨宮博美 役
- 京都地検の女 第8シリーズ 第6話（2012年8月23日、テレビ朝日） - 迫田勝代 役
- みをつくし料理帖（テレビ朝日） - おりょう 役
  - みをつくし料理帖（2012年9月22日）
  - みをつくし料理帖2（2014年6月8日）
- ドクターX〜外科医・大門未知子〜（2012年10月 - 12月、テレビ朝日） - 寺山金子 役
- 嘆きの美女（2013年1月 - 3月、NHK BSプレミアム） - 我修院ノブヨ 役
- ダブルス〜二人の刑事（2013年4月 - 6月、テレビ朝日） - 坂田三枝子 役
- 杉村三郎シリーズ（TBS） - 園田瑛子 役
  - 名もなき毒（2013年7月 - 9月）
  - ペテロの葬列（2014年7月 - 9月）
- オリンピックの身代金（2013年11月30日・12月1日、テレビ朝日） - あけみ 役
- ドラマスペシャル 家政婦は見た!（2014年3月2日、テレビ朝日） - 岡野弘子 役
- 福家警部補の挨拶 第9話（2014年3月11日、フジテレビ） - 丸山陽子 役
- 松本清張 わるいやつら（2014年3月16日、BS日テレ） - 寺島豊美 役
- 極悪がんぼ 第5話（2014年5月12日、フジテレビ） - 鬼切虎子 役
- ほっとけない魔女たち（2014年9月 - 10月、東海テレビ/フジテレビ） - 中島春子 役
- マザーズ（2014年10月18日、中京テレビ） - 奥田貴子 役
  - マザーズ2015 17歳の実母（2015年12月19日） - 主演
  - マザーズ2016 母たちの願い（2016年10月15日）
  - マザーズ2017 野宿の妊婦（2017年10月14日）
- アイアングランマ（2015年1月 - 2月、NHK BSプレミアム） - 主演・佐藤直美 役（大竹しのぶとW主演）
  - アイアングランマ2（2018年6月 - 7月）
- マザー・ゲーム〜彼女たちの階級〜（2015年4月14日 - 6月16日、TBS） - 奈良岡フミ・奈良岡フネ（二役） 役
- BS時代劇「一路」（2015年7月31日 - 9月25日、NHK BSプレミアム） - 白雪（声） 役
- 遺産争族（2015年10月22日 - 12月17日、テレビ朝日） - 矢幡月子 役[17]
- 松本清張ドラマスペシャル 黒い樹海（2016年3月13日、テレビ朝日） - 小川カズ 役
- 模倣犯（2016年9月21･22日、テレビ東京） - 古川真智子 役[18]
- ボクのお年玉はどこ?（2017年1月3日、メ〜テレ）
- 土曜ワイド劇場「弁護士 倉沢由法の事件ファイル」（2017年1月21日、朝日放送） - 高山晶子 役
- 人は見た目が100パーセント（2017年4月13日 - 6月15日、フジテレビ） - 松浦栄子 役
- ほんとにあった怖い話 「箱」（2017年8月19日、フジテレビ） - 高田美也子 役
- 警視庁・捜査一課長 season3 第7話「いい香り殺人事件!? 日本一お節介な女!!」（2018年5月24日、テレビ朝日） - 中井律子　役
- 三匹のおっさん 新春ドラマスペシャル・三匹のおっさんリターンズ!（2019年1月14日、テレビ東京） - 桑原菊枝 役
- 砂の器（2019年3月28日、フジテレビ） - 山内和代 役
- 日曜プライム（テレビ朝日）
  - アガサ・クリスティ「スペシャルドラマ予告殺人」（2019年4月14日） - 土田寅美 役[19]
  - 法医学教室の事件ファイル - 河村映子 役
    - 第46作（2019年）
    - 第47作（2020年）
- 科捜研の女 SEASON 19 第4話「8億円の猫」（2019年5月9日、テレビ朝日） - 早乙女由子 役
- 孤独のグルメ Season8 第3話 （2019年10月19日、テレビ東京） - お母さん 役
- NHKスペシャル シリーズ 体感 首都直下地震「パラレル東京」（2019年12月2日 - 5日、NHK総合） - NNJテレビ報道部シニアマネージャー・高取恵 役
- 連続ドラマW「大江戸グレートジャーニー 〜ザ・お伊勢参り〜」第4話（2020年6月27日、WOWOW） - 千代 役[20]
- 七人の秘書（2020年10月22日 - 12月10日、テレビ朝日） - 鰐淵五月 役[21]
  - 七人の秘書スペシャル（2022年10月2日）[22]
- 雨の日（2021年11月3日、NHK総合） - MIYAKO 役[23]
- 俺の可愛いはもうすぐ消費期限!?（2022年4月16日 - 6月11日、テレビ朝日） - 丸谷路子（康介の母） 役[24]
- オクトー 〜感情捜査官 心野朱梨〜（2022年） - 成海道子 役 ※特別出演
- 警視庁アウトサイダー 第1話（2023年1月5日、テレビ朝日） - 永峰弓江 役[25]
- マルス-ゼロの革命- 第2話（2024年1月30日、テレビ朝日） - 不破清美 役[26]
- 南くんが恋人!?（2024年7月16日 - 9月10日、テレビ朝日） - 木村久子 役[27]

### 映画
- ビハインド（1978年）
- アナザ・サイド（1980年）
- 風の歌を聴け（1981年） - 三番目の女の子 役
- の・ようなもの（1981年） - エリザベスの友達・亜矢 役
- シャッフル（1981年）
- パン屋襲撃（1982年）
- 爆裂都市 BURST CITY（1982年） - スピード・キラーズの女 役
- 刑事物語（1982年） - スナックの女 役
- 闇打つ心臓（1982年）
  - 闇打つ心臓 Heart, beating in the dark（2006年）
- 女囚 檻（1983年） - 美和 役
- 100%の女の子（1983年）
- スチュワーデス・スキャンダル 獣のように抱きしめて（1984年）
- すかんぴんウォーク（1984年） - 女性バーテン 役
- ビリィ★ザ★キッドの新しい夜明け（1986年） - 中島みゆき 役
- 恋する女たち（1986年）
- BU・SU（1987年） - ぽん太 役
- トットチャンネル（1987年）
- 「さよなら」の女たち（1987年） - 服部花子 役
- バカヤロー! 私、怒ってます「英語がなんだ」（1988年） - 向坂奈々子 役
  - バカヤロー!3 へんな奴ら「クリスマスなんか大嫌い」（1990年） - 東洋子 役
- SO WHAT（1988年）
- 不可思議物語 FANTASTIC COLLECTION（1988年）
- 花の降る午後（1989年）
- バトルヒーター（1989年） - 新田日出子 役
- グッバイ・ママ（1991年）
- マンハッタン・キス （1992年） - 原田夏子 役
- J・MOVIE・WARS ワイルドサイド（1993年）
- 居酒屋ゆうれい（1994年）
- 釣りバカ日誌8（1996年）
- ヒロイン! なにわボンバーズ（1998年）
- のど自慢（1999年） - 主演・赤城麗子（藤本鈴子） 役
  - ビッグ・ショー! ハワイに唄えば（1999年） - 主演・赤城麗子（藤本鈴子） 役
  - 青いうた〜のど自慢 青春編〜（2005年） - 赤城麗子 役
- OUT（2002年） - 城之内邦子 役
- 金融破滅ニッポン 桃源郷の人々（2002年）
- MAKOTO（2005年） - 中江桃子 役
- KARAOKE-人生紙一重-（2005年）
- ゲゲゲの鬼太郎（2007年） - 砂かけ婆 役
  - ゲゲゲの鬼太郎 千年呪い歌（2008年） - 砂かけ婆 役
- ヴィヨンの妻 〜桜桃とタンポポ〜（2009年） - 巳代 役
- ねこタクシー（2010年）
- 人の砂漠（2010年）
- 人間失格 （2010年） - 寿 役
- 小さいおうち （2014年） - 貞子 役
- いのちのコール～ミセスインガを知っていますか～ （2014年） - 杉田マユミ 役
- 人生の約束（2016年） - 西村好子 役[28]
- デイアンドナイト （2019年）- 明石京子 役
- 山懐に抱かれて（2019年） - ナレーション
- 大コメ騒動（2021年） - 清んさのおばば 役
- 地獄の花園（2021年） - 七瀬小夜 役
- 草の響き（2021年） - 宇野正子 役
- 七人の秘書 THE MOVIE（2022年） - 鰐淵五月 役[29]
- ぶぶ漬けどうどす（2025年） - 澁澤環 役[30]

### 舞台
- 菊次郎とさき（2012年・2015年） - 北野さき 役
- りぼん（2025年）[31]

### 劇場アニメ
- 耳をすませば（1995年） - 月島朝子 役[32]
- 機関車先生（1996年） - 吉江 役
- ファインディング・ニモ （2003年） - ドリー 役（日本語吹替版）
- ファインディング・ドリー（2016年） - 主演・ドリー 役（日本語吹替版）

### 人形劇
- こどもにんぎょう劇場（NHK教育）「ふるやのもり」

### バラエティ
- ガチャガチャポン!（フジテレビ） - 今泉友江（お母さん）役
- 斉藤さんちのお客さま（フジテレビ）
- ウッチャンウリウリ!ナンチャンナリナリ!!（日本テレビ）
- ウリナリ芸能人社交ダンス部（日本テレビ）
- 進め!電波少年（日本テレビ）
- 雷波少年（日本テレビ）

### ドキュメンタリー
- 世界ふれあい街歩き（NHK総合・ナレーション）
- 2度目の旅（NHK BSプレミアム・ナレーション・2016年10月～）
- 課外授業 ようこそ先輩（NHK総合・ナレーション）
- 素敵な宇宙船地球号（テレビ朝日・ナレーション・ ～2009年9月27日）
- アジアンスマイル（NHK BS1・ナレーション）
- ちょっと変だぞ 日本の自然 ～気がつけば様変わり 大激変SP～（NHK総合・ナレーション）
- 知る楽・こだわり人物伝　｢太宰治・女が愛した作家」（NHK教育・ナレーション）
- しぜんとあそぼ 「あかとんぼ」「りす」（NHK教育・ナレーション）
- 美の巨人たち「画仙人…小松均」（テレビ東京・声の出演）
- 空から見た地球。（テレビ朝日・ナレーション）
- 目撃!日本列島「老いてなお挑戦～“還暦”ばん馬と老調教師～」（NHK総合・ナレーション）
- らいじんぐ産 〜追跡!にっぽん産業史〜（NHK BSプレミアム・ナレーション）
- ゲンバの声がある（テレビ朝日・ナレーション）
- アスリートの魂「"人馬ひとつになって"　三冠馬・オルフェーヴルと騎手・池添謙一」（NHK総合、2011年10月24日・ナレーション）

### その他のテレビ番組
- きらり!東北の秋 秋の魅力満載! 東北ローカル鉄道の旅（2011年10月25、26日、NHK BSプレミアム） - 旅人
- NHK俳句（NHK Eテレ、2013年度〜）
- 遠くへ行きたい 世界遺産スペシャル（2014年2月8日、よみうりテレビ） - 旅人（富士山編）
- 東北ローカル鉄道をゆく（2015年、NHK BSプレミアム）
- 24時間テレビ 「愛は地球を救う」 - 中京地区チャリティーパーソナリティー（2017年8月27日、中京テレビ）
- 趣味どきっ!「梨本家の快適!リモート生活術」（NHK Eテレ、2021年3月29日〜）祖母役

### CM
- コーセー ルシェリ（松雪泰子と共演）
- 丸大食品 燻製屋（安斎肇と共演）
- 資生堂 ハーブソープ
- NTTドコモ ラジオCM
- サントリー ヘルシー素材のお酒
- 三菱自動車工業 ディオン
- 花王 アタック
- ジブラルタ生命保険
- 武田薬品工業 アクテージシリーズ、（アクテージAN錠（2006年から）、アクテージSN錠（2009年から）、貼るアクテージ（発売当初から）。）
- 江崎グリコ 2段熟カレー（単独出演、石井萌々果と共演）
- サッポロビール 生搾りみがき麦（もたいまさこ、小林聡美と共演）
- 麒麟麦酒 北陸づくり
- 森永製菓　ウイダーinゼリー
- DVD 四月の雪

### ラジオ
- サウンド夢工房　花をめぐる5つの短編（1990年10月1日 - 5日、NHK-FM）
- 三菱ドライビングポップス　室井滋 空に向かって（1995年10月 - 1997年3月、TBSラジオ）
- 志の輔・シゲルのてるてるシゲシゲ（2009年4月 - 2013年9月、北日本放送）
- 浅川マキ　北陸少女伝説（2010年12月23日、TOKYO-FM） - 語り[33]
- FMシアター　まぼろしの村（2012年6月9日、NHK-FM） - 和子 役[34]
- 室井滋のしげちゃん☆おはなしラジオ（2014年4月4日 - 、FMとやま・FM山形[注 1]）[35]
- 劇ラヂ！ライブ2014 「親愛ならざる人へ」（2014年11月2日、NHKラジオ第1・NHKラジオジャパン）[36]
- 百田夏菜子とラジオドラマのせかい（2022年11月4日 - 25日、ニッポン放送） - マンスリーゲスト[37]
- FMシアター　ばあちゃん、車乗ってくけ？（2023年7月8日、NHK-FM） - 千代さん 役[38]

### ウェブドラマ
- 日本をゆっくり走ってみたよ　～あの娘のために日本一周～（2017年 - 2018年、Amazonプライム・ビデオ） - 母 役
- 全裸監督2（2021年6月24日 全話配信、Netflix） - 茂子 役
- 湯あがりスケッチ 第4話（2022年2月24日〈予定〉、ひかりTV） - 和泉佐和子 役[39]

### その他
- ルーツ・サーチ 食心物体X（アニメ・キャサリン 役）
- ニャンとワンだほー（ナレーション）
- ヤサイ、サイタ。（ナレーション）
- いただきプラス（ナレーション）
- 地獄少女（TVアニメ・オープニングナレーション[40]）
- 春夏秋冬室井のラジオ・室井滋の虫めがね（北日本放送ラジオ・2007年2月3日15:00〜17:00以後原則年4回放送）
- 裁判員制度（非売品オリジナルDVDドラマ）
- 銀河鉄道の夜（コニカミノルタ プラネタリウム満天上映版・ナレーション）
- 憂歌団「わかれのうた」PV
- ニモ&フレンズ・シーライダー（ドリー）※東京ディズニーシーのアトラクション。
- ポンキッキーズ（ドリー）
- 黒部峡谷鉄道（車内観光放送）

## 受賞歴
1994年度
- 第18回日本アカデミー賞 最優秀助演女優賞（『居酒屋ゆうれい』）[41]
- 第37回ブルーリボン賞 助演女優賞（『居酒屋ゆうれい』）
- 第19回報知映画賞 助演女優賞（『居酒屋ゆうれい』）
- 第68回キネマ旬報ベスト・テン 助演女優賞（『居酒屋ゆうれい』）
- 第49回毎日映画コンクール 女優助演賞（『居酒屋ゆうれい』）
- 第16回ヨコハマ映画祭 助演女優賞（『居酒屋ゆうれい』）

1997年度
- 第13回ザテレビジョンドラマアカデミー賞 助演女優賞（『ギフト』）[42]
- 第15回ザテレビジョンドラマアカデミー賞 主演女優賞（『心療内科医・涼子』）[43]

1999年度
- 第23回日本アカデミー賞 優秀主演女優賞（『のど自慢』）

2002年度
- 第17回高崎映画祭 最優秀助演女優賞受賞（『OUT』）

2009年度
- 第33回日本アカデミー賞 優秀助演女優賞（『ヴィヨンの妻 〜桜桃とタンポポ〜』）[44]

2015年度
- 第36回松尾芸能賞 優秀賞（テレビ）

## 音楽

### シングル
- 東京ブギウギ（1987年10月21日）
- KI・A・I（1994年12月21日）
- 5丁目カーニバル（1995年6月1日）
- Can't Stop My Heart（McKee、1996年4月17日）
- 風よ（1997年11月27日）
- あの空へ（1998年8月5日）
- 男に子供が産めるわけじゃない（1998年9月2日）
- おしどり涙（赤城麗子、1999年1月9日）
- 世界はメロディー（1999年10月6日）
- 希望（室井箱（滋）&山崎ハコ、2000年10月12日）

### アルバム
- 信じるものなどありゃしない（室井滋&W.C.カラス（2015年12月23日）

## 著書
- 『むかつくぜ!』（1991年、マガジンハウス）のち文春文庫
- 『キトキトの魚』[注 2]（1993年、マガジンハウス）のち文春文庫
- 『東京バカッ花』（1994年、マガジンハウス）のち文春文庫
- 『まんぷく劇場』（1996年、文藝春秋）のち文庫
- 『すっぴん魂』（1997年、文藝春秋）のち文庫
- 『すっぴん魂カッパ巻』（1998年、文藝春秋）のち文庫
- 『Cro・an 室井滋のクロアン』（1998年、マガジンハウス）
- 『オンジン』（1998年、日本テレビ放送網）
- 『オケラ歌姫』（1999年、日本テレビ放送網）
- 『すっぴん魂・愛印』（1999年、文藝春秋）のち文庫
- 『チビのお見合い』（2000年、文藝春秋）
- 『ふぐママ』（2001年、講談社）のち文庫
- 『私は、おっかなババア-すっぴん魂4』（2001年、文藝春秋）のち文庫
- 『心ひだひだ』（2003年、マガジンハウス）のち講談社文庫
- 『あなたが怖い-すっぴん魂5』（2003年、文藝春秋）のち文庫
- 『うまうまノート』（2003年、講談社）のち文庫
- 『しんシン体操』（2004年、文藝春秋）のち文庫
- 『女優の箪笥』（2005年、ぴあ）
- 『ロケ隊はヒィー・すっぴん魂(6)』（2005年、文藝春秋）のち文庫
- 『平凡キング ニャンちゃって漫画』（2006年、ネコ・パブリッシング）
- 『幸菌スプレー・すっぴん魂7』（2007年、文藝春秋）のち文庫
- 『マーキングブルース 猫にまつわる七つの物語』（2009年、メディアファクトリー）のち文庫
- 『気になり飯 うまうまノート 2』（2010年、講談社文庫）
- 『すっぴん魂大全紅饅頭』（2010年、文藝春秋）
- 『すっぴん魂大全白饅頭』（2010年、文藝春秋）
- 『女の悩みはいつもマトリョーシカ』（2011年、青春出版社）
- 『しげちゃん』長谷川義史・絵（2011年、金の星社）
- 『ウリオ』長谷川義史・絵（2013年、世界文化社）
- 『ドレスよりハウス 家を建てて一人前!』（2013年、マガジンハウス）
- 『室井滋のオシゴト探検  玄人ですもの（2014年、中央公論新社）
- 『きらきら は・は・歯』長谷川義史・絵（2014年、世界文化社）
- 『チンチンボンボさん』長谷川義史・絵（2015年、絵本館）
- 『しげちゃんとじりつさん』長谷川義史・絵（2016年、金の星社）
- 『おばさんの金棒』（2016年、毎日新聞出版）
- 『いとしの毛玉ちゃん』長谷川義史・絵（2016年、金の星社）※絵も一部担当
- 『ピトトト トンよ～ 室井滋の手ぬぐいあそび絵本』（2018年、世界文化社）
- 『すきま地蔵』長谷川義史・絵（2018年、白泉社）
- 『ヤットコスットコ女旅』（2019年、小学館）
- 『会いたくて会いたくて』長谷川義史・絵（2021年、小学館)

### 共著編
- 『やっぱり猫が好き』もたいまさこ、小林聡美共著（1998年、幻冬舎）
- 『ヒントパレード-アナタがかかえた気になるモンダイ解決ブック』責任編集（1999年、文藝春秋）
- 『チチンプイプイ』宮部みゆき共著（2000年、文藝春秋）のち文庫
- 『泥酔懺悔』朝倉かすみ、中島たい子、瀧波ユカリ、平松洋子、中野翠、西加奈子、山崎ナオコーラ、三浦しをん、大道珠貴、角田光代共著（2012年、筑摩書房）